# Relé de Buchholz

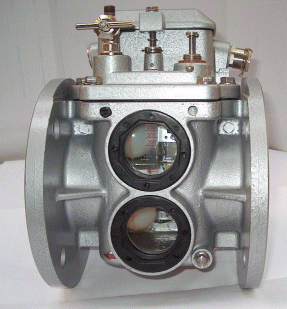
Relé Buchholz

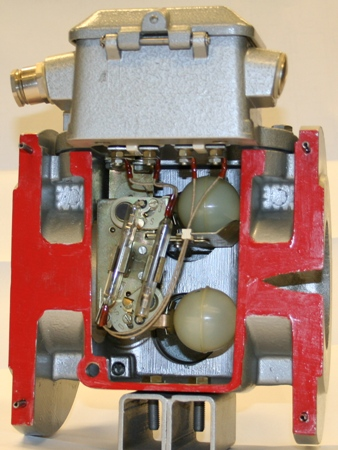
Relé Buchholz

Relé de Buchholz no domínio da distribuição e transporte de energia elétrica é um acessório instalado em transformadores de potência e reatores que possuem óleo como meio dielétrico e de arrefecimento, equipados com uma reserva superior chamada de "conservador". O Relé Buchholz é um dispositivo de proteção própria contra falta de óleo, acumulação de gases e falhas dielétricas catastróficas dentro do equipamento.
O relé tem duas formas de detecção. No caso de uma pequena sobrecarga, o gás produzido pela decomposição do óleo acumula no topo do relé e força o nível superior a cair. Um interruptor de bóia no relé é utilizado para ativar um alarme. Essa opção também funciona mesmo quando o nível de óleo estiver baixo, como no caso de uma pequena fuga de óleo.
No caso de um arco elétrico, a acumulação de gás é súbita e o óleo flui rapidamente para o conservador. Este fluxo de óleo opera no interruptor conectado a uma segunda boia localizada no caminho do óleo em movimento. Essa opção é utilizada para ativar um disparo ao disjuntor de proteção da unidade antes que a falha provoque mais danos.
O Relé Buchholz tem uma válvula de purga, que permite recolher o gás acumulado para ensaio. Se o gás é inflamável no revezamento é um sinal de que houve falhas internas, como o sobreaquecimento ou a produção de arco interno. Se for ar, pode significar que o nível do óleo está baixo, ou que há uma pequena perda.

## História
Os relés de Buchholz foram aplicados ao longo da história na fabricação de grandes transformadores desde os anos 40. Este dispositivo foi desenvolvido por Max Buchholz (1875-1956) em 1921.